# Eddie Edwards
Michael Thomas Edwards, znany jako Eddie „Orzeł” Edwards (ur. 5 grudnia 1963 w Cheltenham) – brytyjski skoczek narciarski, olimpijczyk. Pierwszy reprezentant Wielkiej Brytanii uczestniczący w igrzyskach olimpijskich w tej dyscyplinie sportu. Były rekordzista Wielkiej Brytanii w długości skoku narciarskiego (skoczył 73 m podczas mistrzostw świata w 1987 roku).
Jego skoki stały się jednym z powodów wprowadzenia przez Międzynarodową Federację Narciarską systemu kwalifikacji do zawodów. Federacja uznała, że zawodnik słabszy nie może być bardziej popularny od zawodnika dobrego. Ostatni raz na arenie międzynarodowej skakał w 1997 w Pucharze Kontynentalnym. Po zakończeniu kariery skoczka występował w programach typu talk-show oraz komentował zawody sportowe.
Edwards cierpi na krótkowzroczność i z jej powodu nosił okulary, których nie zdejmował nawet podczas skoków.

## Przebieg kariery

### Początki
Michael Thomas Edwards urodził się w Cheltenham w 1963. Wychował się w rodzinie robotniczej. Jego matka pracowała w fabryce, ojciec był tynkarzem. Dziadek i pradziadek Edwardsa również pracowali jako tynkarze. Narty, po raz pierwszy, założył w wieku 13 lat w trakcie szkolnej wycieczki do Włoch.
Początkowo trenował narciarstwo alpejskie. Był bliski zdobycia awansu na igrzyska olimpijskie w 1984 w Sarajewie. Z myślą o kolejnych igrzyskach wyjechał trenować do Stanów Zjednoczonych, jednak z powodu problemów finansowych (koszty treningów opłacał sam z pieniędzy zarobionych na tynkowaniu) i słabnącej formy postanowił wybrać sport, w którym łatwiej będzie mu o start na igrzyskach:

Przyszło mi do głowy, że olimpijskie marzenie łatwiej będzie zrealizować w skokach. Taniej i konkurencja w kraju żadna. Pojechałem do pobliskiego Lake Placid, gdzie stało parę skoczni. Popatrzyłem, zapytałem, co i jak, pożyczyłem sprzęt, i próbowałem skakać. Najpierw na K-10, potem K-15. Zanim wróciłem do Europy, miałem za sobą skoki na 40-metrowej skoczni. Zainteresowałem się mocniej tą dyscypliną, wysłałem listy do organizatorów różnych zawodów. Okazało się, że muszę mieć licencję krajowej federacji. Brytyjska mi taką wystawiła i mogłem startować.

Pierwsze skoki Edwards oddał pod koniec 1985 lub na początku 1986 w Lake Placid. Na igelicie po raz pierwszy skoczył latem 1986 w szwajcarskiej miejscowości Kandersteg, do której pojechał na własny koszt. Oprócz tynkowania, zarabiał także przy odśnieżaniu oraz jako sprzątacz.

### Starty w zawodach
Jego pierwszym międzynarodowym startem w zawodach FIS był występ w konkursie Pucharu Europy w Sankt Moritz (26 grudnia 1986). Skoczył wówczas 60 metrów i zajął, tak samo jak w wielu innych konkursach, ostatnie miejsce. 30 grudnia 1986 zadebiutował w zawodach Pucharu Świata w Oberstdorfie. Tym razem skoczył 65 metrów i zajął ostatnie 110. miejsce. Za swój skok otrzymał 15 punktów.
W tej samej miejscowości wystąpił w lutym 1987 na mistrzostwach świata na skoczni normalnej. Po skokach na 59 m i 61,5 m zajął ostatnie miejsce, a do przedostatniego zawodnika (którym był Bernat Solà) stracił ponad 60 punktów. Po mistrzostwach poleciał do Szwecji na zawody PŚ w Örnsköldsvik i Falun, w których również był ostatni. 20 marca 1987 po raz pierwszy w karierze nie zajął ostatniej pozycji, w PŚ w Oslo był na przedostatnim 85. miejscu, a gorszy okazał się tylko Gerrit Konijnenberg. Podobnie było dwa dni później.
Na zakończenie sezonu poleciał do Norwegii na zawody Pucharu Europy w Stjørdal, Sprovie i Meldal. W Sprovie oddał najkrótszy skok w oficjalnych zawodach (uzyskał 45 metrów), wyprzedził jednak Grega Boestera. W Meldal odniósł swój największy dotychczasowy sukces, wyprzedził bowiem trzech zawodników (Norwega Ole Tallakstada oraz dwóch Amerykanów: Scotta Larsona i Blue Teramoto). W Stjørdal zajął ostatnią pozycję.
Sezon 1987/1988 rozpoczął od przedostatniego miejsca w zawodach PE w Sankt Moritz (wyprzedził tylko swojego rodaka Alana Jonesa). Wystartował potem we wszystkich czterech konkursach 36. Turnieju Czterech Skoczni. Trzykrotnie był ostatni, zaś w Innsbrucku wyprzedził dwóch skoczków: Paula Erata i Konijnenberga. Przed zimowymi igrzyskami olimpijskimi w Calgary wystąpił jeszcze w dwóch konkursach PŚ, podczas jednego z nich udało mu się wyprzedzić Jesúsa Lobo.
O swojej kwalifikacji na zimowe igrzyska olimpijskie dowiedział się podczas pobytu w Finlandii. Trenował wówczas z kadrą fińskich skoczków. Z powodu niewielkiej ilości posiadanych pieniędzy, nocował przez cztery tygodnie w szpitalu psychiatrycznym pod Kuopio, gdzie jeden z trenerów fińskiej kadry dorabiał przy malowaniu ścian.
Wystąpił na zimowych igrzyskach w 1988. Włoski zespół skoczków podarował mu nowy kask, zaś Austriacy nowe narty. Był dwukrotnie ostatni, jednak na skoczni dużej poleciał na odległość 71 metrów, co było najlepszym jego wynikiem w oficjalnych zmaganiach. Na małej skoczni dwukrotnie skakał 55 metrów (stracił do przedostatniego skoczka, Soli, ponad 70 punktów), zaś na dużej 71 i 67 m (strata do przedostatniego Todda Gillmana niemal 60 punktów). Do końca sezonu zaliczył jeszcze dwa występy w PŚ, w Oslo był przedostatni (wyprzedził Olivera Strohmaiera, który nie ustał skoku), a w Planicy ostatni.
W kolejnym sezonie Edwards rzadziej pojawiał się na skoczniach świata. Rozpoczął go od północnoamerykańskiego tournée w zawodach PŚ. W Thunder Bay dwukrotnie był ostatni; w pierwszym konkursie w Lake Placid wyprzedził Konijnenberga. W drugim konkursie osiągnął swój najlepszy dotychczasowy wynik, wyprzedził wówczas czterech zawodników (w tym jednego zdyskwalifikowanego). Po raz ostatni w zawodach PŚ wystąpił w niemieckiej części 37. Turnieju Czterech Skoczni – w obu konkursach zajął ostatnią lokatę. W marcu 1989 wystąpił jeszcze w dwóch konkursach Pucharu Europy w Schönwaldzie, w których był trzeci od końca oraz przedostatni (ponownie wyprzedzał swego rodaka Jonesa, a w jednym z konkursów pokonał też Węgra Petera Karadiego).
Do skoków międzynarodowych powrócił w 1996. W marcu tego roku skakał w dwóch konkursach Pucharu Kontynentalnego w szwedzkim Örnsköldsvik, gdzie ponownie był ostatni. W sezonie 1996/1997 odnotował jeszcze trzy występy w Pucharze Kontynentalnym. 29 grudnia 1996 zajął najwyższe miejsce w zawodach międzynarodowych (był 36. w Lake Placid) i wyprzedził ośmiu amerykańskich skoczków. 8 i 9 lutego 1997 po raz ostatni startował w zawodach. W Westby zajął 45. miejsce (przed pięcioma zawodnikami) i 41. miejsce (wyprzedził ośmiu skoczków). W obu konkursach dokonał rzadkiego wyczynu – za oba występy otrzymał ujemne noty punktowe (–10,6 oraz –6,3 pkt.).
Pomimo słabych wyników był bliski występu na Zimowych Igrzyskach Olimpijskich 1998 w Nagano. Znalazł sponsora (Eagle Airlines, mała brytyjska firma czarterowa), który był gotów sfinansować jego start w igrzyskach. W mistrzostwach Stanów Zjednoczonych zajął 29. miejsce, zaś żeby dostać się na igrzyska, wystarczyło w mistrzostwach krajowych zajęcie miejsca w czołówce zawodników danej reprezentacji lub wyprzedzenie określonej liczby skoczków. Edwards oba wymogi spełnił, jednak nie pojechał na igrzyska, ponieważ startowała zbyt mała liczba reprezentacji.

## Poza zawodami
Na początku lat 90. Edwards nagrał dwie piosenki w języku fińskim, którym nigdy się nie posługiwał. Słowa do zaśpiewanych przez niego piosenek: Mun nimeni on Eetu (Nazywam się Eetu) i Eddien siivellä (Na skrzydle Eddiego), napisał fiński muzyk Irwin Goodman.
Kilkakrotnie zapowiadał powrót na skocznie, w tym m.in. na Zimowe Igrzyska Olimpijskie 2002, czy na mistrzostwa świata w 2005.
Jest autorem książki „On the piste”, a w 2002 sprzedał prawa autorskie do swojej historii amerykańskiej firmie produkcyjnej. W 2001 uzyskał dyplom z prawa. Był rekordzistą świata w skokach kaskaderskich (skakał przez 10 samochodów czy 6 autobusów) i dziewiątym na świecie zawodnikiem-amatorem w prędkości zjazdu na nartach (jechał z prędkością 170 km na godzinę).
Brytyjczyk pobiegł z pochodnią olimpijską w styczniu 2010 w Winnipeg. Przebiegł z nią około 300 metrów.
W listopadzie 2011 oficjalnie potwierdzono, że ma powstać film fabularny o karierze Eddiego Edwardsa. Produkcję wyreżyserować miał Declan Lowney, a w kontekście roli tytułowego bohatera mówiło się o Rupercie Grincie. Finalnie film wyreżyserował Dexter Fletcher. W roli Eddiego wystąpił brytyjski aktor Taron Egerton, a w jego trenera wcielił się Hugh Jackman. Film zatytułowany „Eddie the Eagle” miał polską premierę 27 maja 2016.
Chciał wystąpić jako przedskoczek w 62. Turnieju Czterech Skoczni, ale nie otrzymał od FIS-u pozwolenia. W Oberstdorfie wziął za to udział w rywalizacji z adeptami skoków z miejscowego klubu na amatorskiej skoczni usypanej ze śniegu. Akcja nosiła nazwę „Pokonać Orła”.

## Życie prywatne
Od 2003 żonaty z Samanthą Morton. Mają dwie córki – Ottilie i Honey. Na początku 2014 mieszkał w małej miejscowości South Woodchester w Gloucestershire.

## Osiągnięcia

### Igrzyska olimpijskie
| Igrzyska      | Data           | Skocznia | Konkurs | Skok 1    | Skok 1 | Skok 2    | Skok 2 | Nota łączna | Miejsce | Strata | Zwycięzca     |
| Igrzyska      | Data           | Skocznia | Konkurs | Odległość | Nota   | Odległość | Nota   | Nota łączna | Miejsce | Strata | Zwycięzca     |
| ------------- | -------------- | -------- | ------- | --------- | ------ | --------- | ------ | ----------- | ------- | ------ | ------------- |
| 1988, Calgary | 14 lutego 1988 | normalna | ind.    | 55,0      | 34,1   | 55,0      | 35,1   | 69,2        | 58.     | 159,9  | Matti Nykänen |
| 1988, Calgary | 15 lutego 1988 | duża     | ind.    | 71,0      | 30,0   | 67,0      | 27,5   | 57,5        | 55.     | 166,5  | Matti Nykänen |

### Mistrzostwa świata
| Mistrzostwa      | Data           | Skocznia | Konkurs | Skok 1    | Skok 1 | Skok 2    | Skok 2 | Nota łączna | Miejsce | Strata | Zwycięzca  |
| Mistrzostwa      | Data           | Skocznia | Konkurs | Odległość | Nota   | Odległość | Nota   | Nota łączna | Miejsce | Strata | Zwycięzca  |
| ---------------- | -------------- | -------- | ------- | --------- | ------ | --------- | ------ | ----------- | ------- | ------ | ---------- |
| 1987, Oberstdorf | 11 lutego 1987 | normalna | ind.    | 59,0      | b.d.   | 61,5      | b.d.   | 88,8        | 67.     | 135,6  | Jiří Parma |

### Puchar Świata

#### Miejsca w poszczególnych konkursachPucharu Świata
| Źródło                                                                                       | Źródło      | Źródło      | Źródło      | Źródło   | Źródło     | Źródło                 | Źródło                 | Źródło        | Źródło              | Źródło              | Źródło         | Źródło  | Źródło    | Źródło   | Źródło | Źródło       | Źródło    | Źródło  | Źródło  | Źródło   | Źródło | Źródło | Źródło | Źródło | Źródło | Źródło | Źródło | Źródło | Źródło | Źródło | Źródło | Źródło | Źródło | Źródło | Źródło | Źródło | Źródło | Źródło | Źródło | Źródło | Źródło | Źródło | Źródło | Źródło | Źródło | Źródło | Źródło | Źródło | Źródło |
| -------------------------------------------------------------------------------------------- | ----------- | ----------- | ----------- | -------- | ---------- | ---------------------- | ---------------------- | ------------- | ------------------- | ------------------- | -------------- | ------- | --------- | -------- | ------ | ------------ | --------- | ------- | ------- | -------- | ------ | ------ | ------ | ------ | ------ | ------ | ------ | ------ | ------ | ------ | ------ | ------ | ------ | ------ | ------ | ------ | ------ | ------ | ------ | ------ | ------ | ------ | ------ | ------ | ------ | ------ | ------ | ------ | ------ |
| Sezon 1986/1987                                                                              |             |             |             |          |            |                        |                        |               |                     |                     |                |         |           |          |        |              |           |         |         |          |        |        |        |        |        |        |        |        |        |        |        |        |        |        |        |        |        |        |        |        |        |        |        |        |        |        |        |        |        |
| Thunder Bay                                                                                  | Thunder Bay | Lake Placid | Lake Placid | Chamonix | Oberstdorf | Garmisch-Partenkirchen | Innsbruck              | Bischofshofen | Szczyrbskie Jezioro | Szczyrbskie Jezioro | Oberwiesenthal | Sapporo | Sapporo   | Lahti    | Lahti  | Örnsköldsvik | Falun     | Planica | Planica | Rælingen | Oslo   | punkty |        |        |        |        |        |        |        |        |        |        |        |        |        |        |        |        |        |        |        |        |        |        |        |        |        |        |        |
| -                                                                                            | -           | -           | -           | -        | 110        | -                      | -                      | -             | -                   | -                   | -              | -       | -         | -        | -      | 80           | 82        | -       | -       | 85       | 89     | 0      |        |        |        |        |        |        |        |        |        |        |        |        |        |        |        |        |        |        |        |        |        |        |        |        |        |        |        |
| Sezon 1987/1988                                                                              |             |             |             |          |            |                        |                        |               |                     |                     |                |         |           |          |        |              |           |         |         |          |        |        |        |        |        |        |        |        |        |        |        |        |        |        |        |        |        |        |        |        |        |        |        |        |        |        |        |        |        |
| Thunder Bay                                                                                  | Thunder Bay | Lake Placid | Lake Placid | Sapporo  | Sapporo    | Oberstdorf             | Garmisch-Partenkirchen | Innsbruck     | Bischofshofen       | Gallio              | Sankt Moritz   | Gstaad  | Engelberg | Lahti    | Lahti  | Meldal       | Oslo      | Planica | Planica | punkty   | punkty | punkty | punkty | punkty | punkty | punkty | punkty | punkty | punkty | punkty | punkty | punkty | punkty | punkty | punkty | punkty | punkty | punkty |        |        |        |        |        |        |        |        |        |        |        |
| -                                                                                            | -           | -           | -           | -        | -          | 112                    | 110                    | 120           | 120                 | 67                  | 89             | -       | -         | -        | -      | -            | 94        | 90      | -       | 0        | 0      | 0      | 0      | 0      | 0      | 0      | 0      | 0      | 0      | 0      | 0      | 0      | 0      | 0      | 0      | 0      | 0      | 0      |        |        |        |        |        |        |        |        |        |        |        |
| Sezon 1988/1989                                                                              |             |             |             |          |            |                        |                        |               |                     |                     |                |         |           |          |        |              |           |         |         |          |        |        |        |        |        |        |        |        |        |        |        |        |        |        |        |        |        |        |        |        |        |        |        |        |        |        |        |        |        |
| Thunder Bay                                                                                  | Thunder Bay | Lake Placid | Lake Placid | Sapporo  | Sapporo    | Oberstdorf             | Garmisch-Partenkirchen | Innsbruck     | Bischofshofen       | Liberec             | Harrachov      | Oberhof | Oberhof   | Chamonix | Oslo   | Örnsköldsvik | Harrachov | Planica | Planica | punkty   | punkty | punkty | punkty | punkty | punkty | punkty | punkty | punkty | punkty | punkty | punkty | punkty | punkty | punkty | punkty | punkty | punkty | punkty |        |        |        |        |        |        |        |        |        |        |        |
| 73                                                                                           | 70          | 72          | 78          | -        | -          | 95                     | 94                     | -             | -                   | -                   | -              | -       | -         | -        | -      | -            | -         | -       | -       | 0        | 0      | 0      | 0      | 0      | 0      | 0      | 0      | 0      | 0      | 0      | 0      | 0      | 0      | 0      | 0      | 0      | 0      | 0      |        |        |        |        |        |        |        |        |        |        |        |
| Legenda                                                                                      |             |             |             |          |            |                        |                        |               |                     |                     |                |         |           |          |        |              |           |         |         |          |        |        |        |        |        |        |        |        |        |        |        |        |        |        |        |        |        |        |        |        |        |        |        |        |        |        |        |        |        |
| 1 2 3 4-10 11-15 poniżej 15 q – zawodnik nie zakwalifikował się - – zawodnik nie wystartował |             |             |             |          |            |                        |                        |               |                     |                     |                |         |           |          |        |              |           |         |         |          |        |        |        |        |        |        |        |        |        |        |        |        |        |        |        |        |        |        |        |        |        |        |        |        |        |        |        |        |        |

### Turniej Czterech Skoczni
| 35. Turniej Czterech Skoczni |                        |           |               |       |
| Oberstdorf                   | Garmisch-Partenkirchen | Innsbruck | Bischofshofen | klas. |
| 110                          | –                      | –         | –             | 130   |
| 36. Turniej Czterech Skoczni |                        |           |               |       |
| Oberstdorf                   | Garmisch-Partenkirchen | Innsbruck | Bischofshofen | klas. |
| 112                          | 110                    | 120       | 120           | 132   |
| 37. Turniej Czterech Skoczni |                        |           |               |       |
| Oberstdorf                   | Garmisch-Partenkirchen | Innsbruck | Bischofshofen | klas. |
| 95                           | 94                     | –         | –             | 109   |

## Puchar Kontynentalny

### Miejsca w poszczególnych konkursachPucharu Kontynentalnego
| Sezon 1995/1996                                                               |            |                        |        |        |              |             |             |             |               |         |              |             |             |               |           |         |         |         |         |         |         |                     |              |               |           |                  |            |            |               |               |           |           |         |           |           |      |      |           |           |            |            |           |           |        |           |        |        |        |        |        |        |        |        |        |        |        |        |        |        |        |        |        |        |        |        |        |        |        |        |        |        |        |        |        |        |        |        |        |        |
| Lauscha                                                                       | Brotterode | Lahti                  | Lahti  | Kuopio | Sankt Moritz | Lake Placid | Lake Placid | Bad Goisern | Reit im Winkl | Sapporo | Sapporo      | Sapporo     | Saalfelden  | Berchtesgaden | Willingen | Liberec | Liberec | Seefeld | Westby  | Westby  | Gallio  | Gallio              | Örnsköldsvik | Örnsköldsvik  | Schönwald | Titisee-Neustadt | Bollnäs    | Sapporo    | Beuil         | Beuil         | Falun     | Zaō       | Zaō     | Planica   | Planica   | Voss | Voss | Rovaniemi | Ruka      | punkty     | punkty     | punkty    | punkty    | punkty | punkty    | punkty | punkty | punkty | punkty | punkty | punkty | punkty | punkty | punkty | punkty | punkty | punkty | punkty | punkty | punkty | punkty | punkty | punkty | punkty | punkty | punkty | punkty | punkty | punkty | punkty | punkty | punkty | punkty | punkty | punkty | punkty | punkty | punkty | punkty |
| -                                                                             | -          | -                      | -      | -      | -            | -           | -           | -           | -             | -       | -            | -           | -           | -             | -         | -       | -       | -       | -       | -       | -       | -                   | 37           | 37            | -         | -                | -          | -          | -             | -             | -         | -         | -       | -         | -         | -    | -    | -         | -         | 0          | 0          | 0         | 0         | 0      | 0         | 0      | 0      | 0      | 0      | 0      | 0      | 0      | 0      | 0      | 0      | 0      | 0      | 0      | 0      | 0      | 0      | 0      | 0      | 0      | 0      | 0      | 0      | 0      | 0      | 0      | 0      | 0      | 0      | 0      | 0      | 0      | 0      | 0      | 0      |
| Sezon 1996/1997                                                               |            |                        |        |        |              |             |             |             |               |         |              |             |             |               |           |         |         |         |         |         |         |                     |              |               |           |                  |            |            |               |               |           |           |         |           |           |      |      |           |           |            |            |           |           |        |           |        |        |        |        |        |        |        |        |        |        |        |        |        |        |        |        |        |        |        |        |        |        |        |        |        |        |        |        |        |        |        |        |        |        |
| Courchevel                                                                    | Zakopane   | Frenštát pod Radhoštěm | Hakuba | Hakuba | Muju         | Muju        | Chaux-Neuve | Chaux-Neuve | Brotterode    | Lauscha | Sankt Moritz | Lake Placid | Lake Placid | Ramsau        | Villach   | Planica | Sapporo | Sapporo | Sapporo | Oberhof | Oberhof | Szczyrbskie Jezioro | Zakopane     | Reit im Winkl | Westby    | Westby           | Saalfelden | Ruhpolding | Iron Mountain | Iron Mountain | Ishpeming | Ishpeming | Sapporo | Braunlage | Braunlage | Zaō  | Zaō  | Vikersund | Vikersund | Courchevel | Courchevel | Harrachov | Harrachov | Ruka   | Rovaniemi | punkty |        |        |        |        |        |        |        |        |        |        |        |        |        |        |        |        |        |        |        |        |        |        |        |        |        |        |        |        |        |        |        |        |        |
| -                                                                             | -          | -                      | -      | -      | -            | -           | -           | -           | -             | -       | -            | -           | 36          | -             | -         | -       | -       | -       | -       | -       | -       | -                   | -            | -             | 45        | 41               | -          | -          | -             | -             | -         | -         | -       | -         | -         | -    | -    | -         | -         | -          | -          | -         | -         | -      | -         | 0      |        |        |        |        |        |        |        |        |        |        |        |        |        |        |        |        |        |        |        |        |        |        |        |        |        |        |        |        |        |        |        |        |        |
| Legenda                                                                       |            |                        |        |        |              |             |             |             |               |         |              |             |             |               |           |         |         |         |         |         |         |                     |              |               |           |                  |            |            |               |               |           |           |         |           |           |      |      |           |           |            |            |           |           |        |           |        |        |        |        |        |        |        |        |        |        |        |        |        |        |        |        |        |        |        |        |        |        |        |        |        |        |        |        |        |        |        |        |        |        |
| 1 2 3 4-10 11-30 poniżej 30 dq – dyskwalifikacja - – zawodnik nie wystartował |            |                        |        |        |              |             |             |             |               |         |              |             |             |               |           |         |         |         |         |         |         |                     |              |               |           |                  |            |            |               |               |           |           |         |           |           |      |      |           |           |            |            |           |           |        |           |        |        |        |        |        |        |        |        |        |        |        |        |        |        |        |        |        |        |        |        |        |        |        |        |        |        |        |        |        |        |        |        |        |        |